# 許堂
許堂（15世紀—16世紀），字升之，山東東昌府聊城縣人，明朝政治人物。

## 生平
許堂的父親許庠曾在景州旅店拾金不昧，立刻追還主人。弘治八年（1495年），許堂中山東鄉試舉人，授山西絳縣知縣，調安化縣。縣內大族居住在山上，多次欠交稅賦，他召來族人到公庭曉諭，族人都被感動，從此不再欠輸。之後他因為生病改官乾州學正，入朝擔任國子監助教，陞任晉王府長史。明武宗西巡，宦官擅權，對晉王朱知烊不利，他就代為草奏解決，晉王大為感激，於嘉靖三年（1524年）保奏許堂以正四品服色俸給致仕。
晚年，許堂神氣精瑩，似有所悟，去世前寫下：「太極圓光內，先天一竅中，無人得問疾。」子孫都以文學知名。

## 引用
1. 1 2  宣統《聊城縣志·卷八·人物志》：許堂，字升之，父庠於景州旅店得遺金一囊，追還其主。堂宏治八年舉人，知絳縣，復除安化，諸大姓山居，數負租課，召至庭曉諭之，人皆感動，輸者不絕；以病改乾州學正，入為國子監助教，陞晉王府長史，時武宗西巡，諸閹擅橫將不利於王，堂代為草奏事解，王喜甚，嘉靖初詔加四品服致仕。晚歲神氣精瑩恍有所悟，臨卒援筆書曰：「太極圓光內，先天一竅中，無人得問疾。」不避風雨，子孫彬彬多以書顯。
2. ↑  《明世宗肅皇帝實錄·卷三十八》：（嘉靖三年四月戊戌）加晉府左長史許堂正四品服色俸給，以晉王知烊保陞故也。